# Eau de Rabel
Pour les articles homonymes, voir Rabel.
L'eau de Rabel est un mélange d'acide sulfurique alcoolisé ou dulcifié, huile ou esprit de vitriol dulcifié, gouttes acides toniques, mixture d’acide sulfurique.

## Historique
L'eau de Rabel a été mise au point par un charlatan alchimiste se disant médecin du nom de Rabel. Il est mêlé à l'affaire des poisons, il est arrêté en 1680 et emprisonné à Salses. Il est libéré sur ordre du roi en 1686 à condition de ne plus revenir en France. Il s'est alors réfugié à Avignon puis à Nice.

## Composition
- Acide sulfurique : 100
- Alcool à 95° : 300
- Coquelicot : 4

## Mode de préparation
Mêler peu à peu, en versant l’acide sur l’alcool ; ajouter les pétales de coquelicot au mélange refroidi ; laisser macérer pendant quatre jours ; filtrer (Codex 1937).
- Tableau C : dangereux.
- Indication : astringent, antiseptique et hémostatique.

On l’employait quelquefois pur pour arrêter l’écoulement du sang des morsures de sangsues. Il se faisait également du sirop de Rabel.
L’eau de Rabel n’est plus inscrite au Codex depuis 1949 et est retirée de la vente.